# 聖奧古斯丁區
聖奧古斯丁區（西班牙語：Distrito de San Agustín de Cajas），是秘魯的一個區，位於該國中部胡寧大區的萬卡約省，始建於1940年3月20日，面積23.09平方公里，海拔高度3,250米，2005年人口9,337，人口密度每平方公里400人。